# Simon Wachira
Simon Wachira (6 maggio 1984) è un marciatore keniota.

## Palmarès
| Anno | Manifestazione          | Sede           | Evento       | Risultato | Prestazione | Note |
| ---- | ----------------------- | -------------- | ------------ | --------- | ----------- | ---- |
| 2015 | Giochi panafricani      | Brazzaville    | Marcia 20 km | 5º        | 1h30'93"    |      |
| 2016 | Campionati africani     | Durban         | Marcia 20 km | 5º        | 1h23"26     |      |
| 2016 | Giochi olimpici         | Rio de Janeiro | Marcia 20 km | dnf       | dnf         |      |
| 2017 | Mondiali                | Londra         | Marcia 20 km | dnf       | dnf         |      |
| 2018 | Giochi del Commonwealth | Gold Coast     | Marcia 20 km | 12º       | 1h26'03"    |      |
| 2018 | Campionati africani     | Asaba          | Marcia 20 km | 4º        | 1h27'58"    |      |
| 2019 | Giochi panafricani      | Rabat          | Marcia 20 km | 4º        | 1h24'40"    |      |